# U Guessed It
«U Guessed It» — дебютний сингл американського репера OG Maco, виданий 25 вересня 2014 р.

## Відеокліп
Прем'єра відбулась на YouTube 28 серпня 2014. У відео з прискореною зйомкою на ручну камеру показано OG Maco з друзями в готелі. Репер твітнув, що Бейонсе скопіювала ідею «U Guessed It» у своєму кліпі «7/11».

## Список пісень
- Цифрове завантаження

1. «U Guessed It» — 2:26
2. «U Guessed It (Extended Version)» — 3:29

## Чартові позиції
| Чарт (2014)                             | Найвища позиція |
| --------------------------------------- | --------------- |
| США (Billboard Hot 100)                 | 90              |
| США (Hot R&B/Hip-Hop Songs) (Billboard) | 27              |
| США (Rap Songs) (Billboard)             | 21              |

## Ремікс
Офіційний ремікс «U Guessed It» записано з участю 2 Chainz. Його також видали окремком.